# Tetratheca stenocarpa
Tetratheca stenocarpa är en tvåhjärtbladig växtart som beskrevs av James Hamlyn Willis. Tetratheca stenocarpa ingår i släktet Tetratheca och familjen Elaeocarpaceae. Inga underarter finns listade i Catalogue of Life.